# Здравно осигуряване в България
Здравното осигуряване в България е система за здравно осигуряване, която в съвременния си вид е установена през 1998 година и се финансира чрез два обособени компонента – задължителен и доброволен. Задължителното здравно осигуряване се администрира от специална държавна институция – Национална здравноосигурителна каса, а доброволното – от лицензирани здравноосигурителни дружества.

## Доброволно здравно осигуряване
Доброволното здравно осигуряване е регламентирано в Закона за здравното осигуряване (ЗЗО). Съгласно ЗЗО, право да извършват дейност по доброволно здравно осигуряване имат единствено дружества, получили лиценз от Комисията по финансов надзор.
Предимства за осигурения:
- Координация при ползване на медицински услуги, пестене на време.
- Консултации със специалисти и гаранция за качествени услуги.
- Получаване на услуги със стойност многократно надвишаваща заплатената здравноосигурителна премия.
- Избягване на нерегламентирани плащания.
- Отчетност за изразходваните средства по всяко време.
- Създаване на здравно досие на всеки осигурен.[източник? (Поискан днес)]

Предимства за осигурителя
- Комплексно обслужване – профилактични прегледи, извънболнична и болнична помощ, други здравни услуги и стоки, трудова медицина.
- Предоставяне на социални придобивки за служителите – по-голяма отговорност и заангажираност към работодателя.
- Намаляване на разходите – контрол върху болничните листове и предоставената медицинска помощ.[източник? (Поискан днес)]

Данъчни облекчения:
- Съгласно ЗДДС (чл. 40, т. 3) – вноските по доброволно здравноосигуряване не се облагат.
- Съгласно ЗКПО (чл. 208) – вноските за доброволно здравно осигуряване, направени от работодателя в размер до 60 лв. месечно за всяко едно лице, се приспадат от облагаемия доход на фирмата.
- Съгласно ЗДДФЛ (чл. 24, ал. 2, т. 12) – данъците върху доходите на физическите лица се намаляват с направените от осигурените лица лични вноски.

## История
В България началото на здравното осигуряване е поставено със Закона за здравното осигуряване от 1918 г., с който се осигурява помощ за работниците и служителите при злополука и болест. През 1903 г. в България е въведена безплатна медицинска помощ в държавните здравни заведения за определени категории български граждани, които по една или друга причина са в невъзможност да заплащат за лечението си. Броят на имащите право на такава помощ непрекъснато нараства, за да достигне в началото на 40-те години на XX век до 1 200 000 българи, т.е. около 18% от населението на страната по онова време. Комунистическата пропаганда след Деветосептемврийския преврат създава в обществото погрешна представа, че до 9 септември 1944 г. медицинското обслужване е било платено и се е извършвало на базата на частната практика, въпреки че, поради ограничените възможности на държавата на практика безплатна помощ са могли да получат сравнително малък брой хора.
По времето на социализма в България, медицинската помощ в пълен обем по закон е безплатна за гражданите, а стойността ѝ се покрива от държавния бюджет.
През 1998 г. XXXVIII народно събрание приема Закон за здравното осигуряване (ЗЗО). С него в България е възстановено задължителното здравно осигуряване с единствен и монополен държавен оператор на пазара на общественото здравно осигуряване – Националната здравноосигурителна каса (НЗОК), която започва да функционира от 15 март 1999 г. Основната ѝ задача по закона е да осъществява и администрира задължителното здравно осигуряване в България, в частта му по управлението на събраните средства и заплащането на използваните здравни дейности и лекарства (в определен обхват и обем) в полза на здравноосигурените лица.
Пръв управител на НЗОК е Стефан Софиянски, а от 2010 г. – д-р Нели Нешева, специалист по акушерство и гинекология, работила в периода 2000 – 2007 г. във водещи фармацевтични компании.
В началото на 2010 г. с НЗОК избухва публичен скандал за липсата на 450 млн. лв. – средства, събрани от осигурителни вноски и изчезнали по време на управлението на предходния управител на касата – Жени Начева, която е обвиняема към 2010 г. за две престъпления по служба. Съгласно закона, контролът по изпълнението на бюджета на НЗОК се осъществява от Сметната палата.
Според Закона за здравното осигуряване неосигурените на друго основание се осигуряват сами върху доход, не по-малък от половината от минималния месечен доход за самоосигуряващите се лица. Така здравната вноска за тях е 8% върху сума, не по-малка от 355 лева и не повече от 3400 лева месечно. Така в началото на 2023 г. минималният размер на здравноосигурителната вноска е 28,40 лева, като това е относимо към хора, които са безработни, но не получават обезщетение за безработица, не се осигуряват от държавата и не са регистрирани като самоосигуряващи се по смисъла на Кодекса за социално осигуряване.